# Objaw zasłonowy
Objaw zasłonowy – ból wywołany przy rotacji wewnętrznej lub zewnętrznej uda ustawionego w zgięciu. Może dowodzić obecności procesu zapalnego w okolicy mięśnia zasłonowego, np. w zapaleniu wyrostka robaczkowego.